# Cubillas de Cerrato
Cubillas de Cerrato település Spanyolországban, Palencia tartományban. Cubillas de Cerrato Piña de Esgueva, San Martín de Valvení, Valoria la Buena, Cevico de la Torre és Población de Cerrato községekkel határos. Lakosainak száma 64 fő (2024).

## Népesség
A település népessége az elmúlt években az alábbi módon változott:
| Lakosok száma | 81   | 77   | 79   | 80   | 69   | 65   | 69   | 61   | 64   | 64   |
|               | 2001 | 2004 | 2007 | 2009 | 2012 | 2014 | 2017 | 2019 | 2022 | 2024 |